# The Ride (альбом Нелли Фуртадо)
The Ride — шестой студийный альбом канадской певицы Нелли Фуртадо, выпущенный 31 марта 2017 года ее собственным звукозаписывающим лейблом Nelstar Music. Это ее второй самостоятельно выпущенный альбом после Mi Plan (2009).

## История
Изначально Фуртадо работала с продюсером Марком Тейлором над материалом для The Ride. Она хотела работать с Тейлором с тех пор, как он спродюсировал «Broken Strings», ее дуэт с британским автором-исполнителем Джеймсом Моррисоном в 2008 году. Вскоре после расставания с менеджером Тейлор прислал Фуртадо письмо, в котором сообщил, что написал песню «Sticks and Stones» (первоначально исполненную английской певицей Арлиссой), и сказал, что она подойдет для голоса Фуртадо. Она ответила, что ей нравится эта песня и она хочет записать ее, а также выразила заинтересованность в написании новых песен с ним и его постоянным соавтором Полом Барри. Работая в студии Тейлора в Рипли, Суррей, песня «Phoenix» стала первой, написанной трио. Фуртадо сказала, что она «как бы достигла дна» за неделю до написания песни, уточнив, что в то время у нее был тяжелый период в жизни. Трио также написало песню «Bliss», которая была включена в делюкс-винил.

## Музыка
The Ride описывают как поп- и инди-поп-альбом с влиянием рока, включающий в себя элементы R&B («Pipe Dreams»), синти-рока («Sticks and Stones») и фортепианных баллад («Carnival Games», «Phoenix»).

## Отзывы
| Совокупная оценка | Совокупная оценка |
| Источник          | Оценка            |
| ----------------- | ----------------- |
| AnyDecentMusic?   | 6.1/10            |
| Metacritic        | 64/100            |
| Оценки критиков   |                   |
| Источник          | Оценка            |
| AllMusic          | [ 10 ]            |
| Clash             | 5/10              |
| Exclaim!          | 6/10              |
| The Guardian      | [ 13 ]            |
| The Irish Times   | [ 14 ]            |
| Now               | [ 5 ]             |
| Pitchfork         | 6.8/10            |
| Rolling Stone     | [ 6 ]             |
| RTÉ               | [ 15 ]            |
| Slant Magazine    | [ 16 ]            |

На сайте Metacritic, который присваивает нормализованный рейтинг из 100 баллов отзывам основных критиков, альбом получил средний балл 64, основанный на 9 отзывах, что означает «в целом благоприятные отзывы». Он также получил суммарный балл 6,1 из 10 на сайте AnyDecentMusic?, основанный на 13 отзывах.
Стивен Томас Эрлевайн из AllMusic сравнил The Ride с альбомом Фуртадо 2003 года Folklore, но сказал, что «она не отказалась от глубоких басов и танцевальных битов, которые привели в движение Loose». Now похвалил альбом за включение более жестких элементов; Exclaim! похвалил Фуртадо за ее лирику. Лорен Мерфи из The Irish Times также похвалила авторскую работу, похвалив «песни, движимые ритмом, с воздушными припевами». Комментируя заявление Фуртадо о том, что The Ride — это ее «похмельный альбом», Мерфи подытожила свою рецензию словами: «Если это похмельный альбом, то мы бы с удовольствием побывали на вечеринке». Slant Magazine также сравнил альбом с Folklore и похвалил «отказ Фуртадо играть по типу [что] в конечном итоге делает ее чем-то вроде поп-маверика, которого невозможно определить, но который также невероятно отчетлив». Комментируя коммерческие показатели альбома, рецензия Billboard заявила, что он станет одним из самых недооцененных релизов 2017 года.

## Список композиций
Все треки спродюсированы John Congleton (трек 6 сопродюсирован Марком Тейлором).
| №                   | Название            | Автор(ы)                                                        | Длительность |
| ------------------- | ------------------- | --------------------------------------------------------------- | ------------ |
| 1.                  | «Cold Hard Truth»   | Nelly Furtado John Congleton                                    | 2:54         |
| 2.                  | «Flatline»          | Furtado Congleton                                               | 3:21         |
| 3.                  | «Carnival Games»    | Furtado                                                         | 4:17         |
| 4.                  | «Live»              | Furtado Congleton                                               | 4:03         |
| 5.                  | «Paris Sun»         | Furtado Congleton                                               | 3:29         |
| 6.                  | «Sticks & Stones»   | Mark Taylor Patrick Mascall Jamie Scott Arlissa Ruppert Furtado | 3:34         |
| 7.                  | «Magic»             | Furtado Congleton                                               | 4:02         |
| 8.                  | «Pipe Dreams»       | Furtado Congleton                                               | 4:23         |
| 9.                  | «Palaces»           | Furtado Congleton                                               | 3:31         |
| 10.                 | «Tap Dancing»       | Furtado Liz Rose Natalie Hemby                                  | 4:10         |
| 11.                 | «Right Road»        | Furtado Congleton                                               | 3:28         |
| 12.                 | «Phoenix»           | Furtado Paul Barry Taylor                                       | 4:25         |
| Общая длительность: | Общая длительность: | Общая длительность:                                             | 45:37        |

| №                   | Название            | Автор(ы)                       | Длительность |
| ------------------- | ------------------- | ------------------------------ | ------------ |
| 13.                 | «Islands of Me»     | Furtado Congleton              | 3:42         |
| 14.                 | «Bliss»             | Furtado Taylor Barry           | 3:19         |
| 15.                 | «Behind Your Back»  | Furtado Congleton Bobby Sparks | 3:47         |
| Общая длительность: | Общая длительность: | Общая длительность:            | 56:25        |

## Чарты
| Чарт (2017)                                  | Высшая позиция |
| -------------------------------------------- | -------------- |
| Бельгия/Валлония (Ultratop)                  | 141            |
| Канада (Canadian Albums Chart)               | 76             |
| Германия (Offizielle Top 100)                | 65             |
| Италия (Classifica album)                    | 66             |
| Швейцария (Schweizer Hitparade)              | 41             |
| Великобритания Album Downloads (OCC)         | 54             |
| Великобритания Album Sales (OCC)             | 81             |
| Великобритания (UK Independent Albums Chart) | 14             |
| США (Billboard Independent Albums)           | 25             |